# كاشمان كيلوغ ديفيس
كاشمان كيلوغ ديفيس هو محامي وسياسي أمريكي، ولد في 16 يونيو 1838 في هيندرسون في الولايات المتحدة، وتوفي في 27 نوفمبر 1900 في سانت بول في الولايات المتحدة. نشط حزبياً في الحزب الجمهوري.

## مناصب
- انتخب عضو مجلس الشيوخ الأمريكي [الإنجليزية]‏ عن دائرة Minnesota Class 1 senate seat ‏ وقد انضم خلال فترته النيابية [الإنجليزية]‏ (4 مارس 1899 – 27 نوفمبر 1900) للكتلة البرلمانية الحزب الجمهوري.
- انتخب عضو مجلس الشيوخ الأمريكي [الإنجليزية]‏ عن دائرة Minnesota Class 1 senate seat ‏ وقد انضم خلال فترته النيابية [الإنجليزية]‏ (4 مارس 1897 – 4 مارس 1899) للكتلة البرلمانية الحزب الجمهوري.
- انتخب عضو مجلس الشيوخ الأمريكي [الإنجليزية]‏ عن دائرة Minnesota Class 1 senate seat ‏ وقد انضم خلال فترته النيابية [الإنجليزية]‏ (4 مارس 1895 – 4 مارس 1897) للكتلة البرلمانية الحزب الجمهوري.
- انتخب عضو مجلس الشيوخ الأمريكي [الإنجليزية]‏ عن دائرة Minnesota Class 1 senate seat ‏ وقد انضم خلال فترته النيابية [الإنجليزية]‏ (4 مارس 1893 – 4 مارس 1895) للكتلة البرلمانية الحزب الجمهوري.
- انتخب عضو مجلس الشيوخ الأمريكي [الإنجليزية]‏ عن دائرة Minnesota Class 1 senate seat ‏ وقد انضم خلال فترته النيابية [الإنجليزية]‏ (4 مارس 1891 – 4 مارس 1893) للكتلة البرلمانية الحزب الجمهوري.
- انتخب عضو مجلس الشيوخ الأمريكي [الإنجليزية]‏ عن دائرة Minnesota Class 1 senate seat ‏ وقد انضم خلال فترته النيابية [الإنجليزية]‏ (4 مارس 1889 – 4 مارس 1891) للكتلة البرلمانية الحزب الجمهوري.
- انتخب عضو مجلس الشيوخ الأمريكي [الإنجليزية]‏ عن دائرة Minnesota Class 1 senate seat ‏ وقد انضم خلال فترته النيابية [الإنجليزية]‏ (4 مارس 1887 – 4 مارس 1889) للكتلة البرلمانية الحزب الجمهوري.
- انتخب حاكم مينيسوتا [الإنجليزية]‏ (7 يناير 1874 – 7 يناير 1876).
- انتخب عضو مجلس نواب مينيسوتا ‏.
- انتخب عضو مجلس الشيوخ الأمريكي [الإنجليزية]‏.

## وصلات خارجية
- كاشمان كيلوغ ديفيس على موقع إن إن دي بي (الإنجليزية)